# Haploporus
Haploporus Bondartsev & Singer (iwoporek) – rodzaj grzybów z rodziny żagwiowatych (Polyporaceae). W Polsce występuje jeden gatunek.

## Charakterystyka
Grzyby kortycjoidalne o bazydiokarpie wieloletnim (huby), siedzącym, białawym, bocznie osadzonym na podłożu, o silnym zapachu anyżu. Hymenofor rurkowaty. System strzępkowy trimityczny, strzępki generatywne ze sprzążkami. Cystyd brak. Podstawki maczugowate, 4-sterygmowe ze sprzążką w podstawie. Bazydiospory kuliste lub elipsoidalne, szkliste, o powierzchni pokrytej brodawkami lub podłużnymi grzbietami, w odczynniku Melzera zmiennie dekstrynoidalne. Występują okołobiegunowo w strefie borealnej, zwłaszcza na wierzbach. Powodują białą zgniliznę drewna.
Haploporus wyraźnie odróżnia się wieloletnim owocnikiem, trimitycznym systemem strzępkowym i dekstrynoidalnymi bazydiosporami. Blisko spokrewniony jest Crassisporus, odróżniający się gładkimi bazydiosporami.

## Systematyka i nazewnictwo
Pozycja w klasyfikacji według Index Fungorum: Polyporaceae, Polyporales, Incertae sedis, Agaricomycetes, Agaricomycotina, Basidiomycota, Fungi.
Takson utworzył Appollinaris Semenovich Bondartsev w 1944 r. Synonimy naukowe:
- Haploporus Bondartsev
- Haploporus Bondartsev & Singer

Polską nazwę nadał Franciszek Błoński w 1896 r. W polskim piśmiennictwie mykologicznym należące do tego rodzaju gatunki opisywane były także jako żagiew i jednopor.
Niektóre gatunki:
- Haploporus amarus X.L. Zeng & Y.P. Bai 1993
- Haploporus latisporus Juan Li & Y.C. Dai 2007
- Haploporus nanosporus (A. David & Rajchenb.) Piątek 2005
- Haploporus nepalensis (T. Hatt.) Piątek 2003
- Haploporus odorus (Sommerf.) Bondartsev & Singer 1944 – iwoporek anyżkowy
- Haploporus thindii (Natarajan & Koland.) Y.C. Dai 2005

Wykaz gatunków i nazwy naukowe na podstawie Index Fungorum. Nazwy polskie według Władysława Wojewody.